# Franz Xaver Niemetschek
Franz Xaver Niemetschek (in ceco František Xaver Němeček; Sadská, 24 luglio 1766 – Vienna, 19 marzo 1849) è stato un filosofo e critico musicale boemo.

## Biografia
Laureato all'Università Carolina, fu docente di liceo a Plzeň e a Praga, e in seguito ordinario di filosofia teoretica e pratica all'ateneo praghese dove ottenne il dottorato nel 1800. Fu al contempo critico e recensore letterario, e direttore dell'Istituto per sordomuti. Si trasferì a Vienna, dove tenne pure lezioni universitarie, e qui forse (ma la circostanza è dubbia) conobbe Mozart, di cui avrebbe scritto nel 1798 una prima biografia postuma completa.

## Opere
- Auszüge aus der Geschichte der Wissenschaft und des Geschmacks in Böhmen (1794)
- Leben des K. K. Kapellmeisters Wolfgang Gottlieb Mozart, nach Originalquellen (1798)
- Elementa logica in commodum studiosae juventutis (1813)